# Austrolimnophila (Austrolimnophila) canuta
Austrolimnophila (Austrolimnophila) canuta is een tweevleugelige uit de familie steltmuggen (Limoniidae). De soort komt voor in het Afrotropisch gebied.